# 軒轅增八
轩辕增八或天貓座33，又名BD+36 1840，HD 72524、SAO 60907、HR 3377，是天貓座的一颗恒星，视星等为5.78，位于銀經185.96，銀緯35.64，其B1900.0坐标为赤經8h 28m 18.4s，赤緯+36° 35.64′ 46″。